# Bahia ambrosioides
La margarita de la costa o Bahia ambrosioides es una especie de planta herbácea perteneciente a la familia de las asteráceas. Es originaria de Chile.

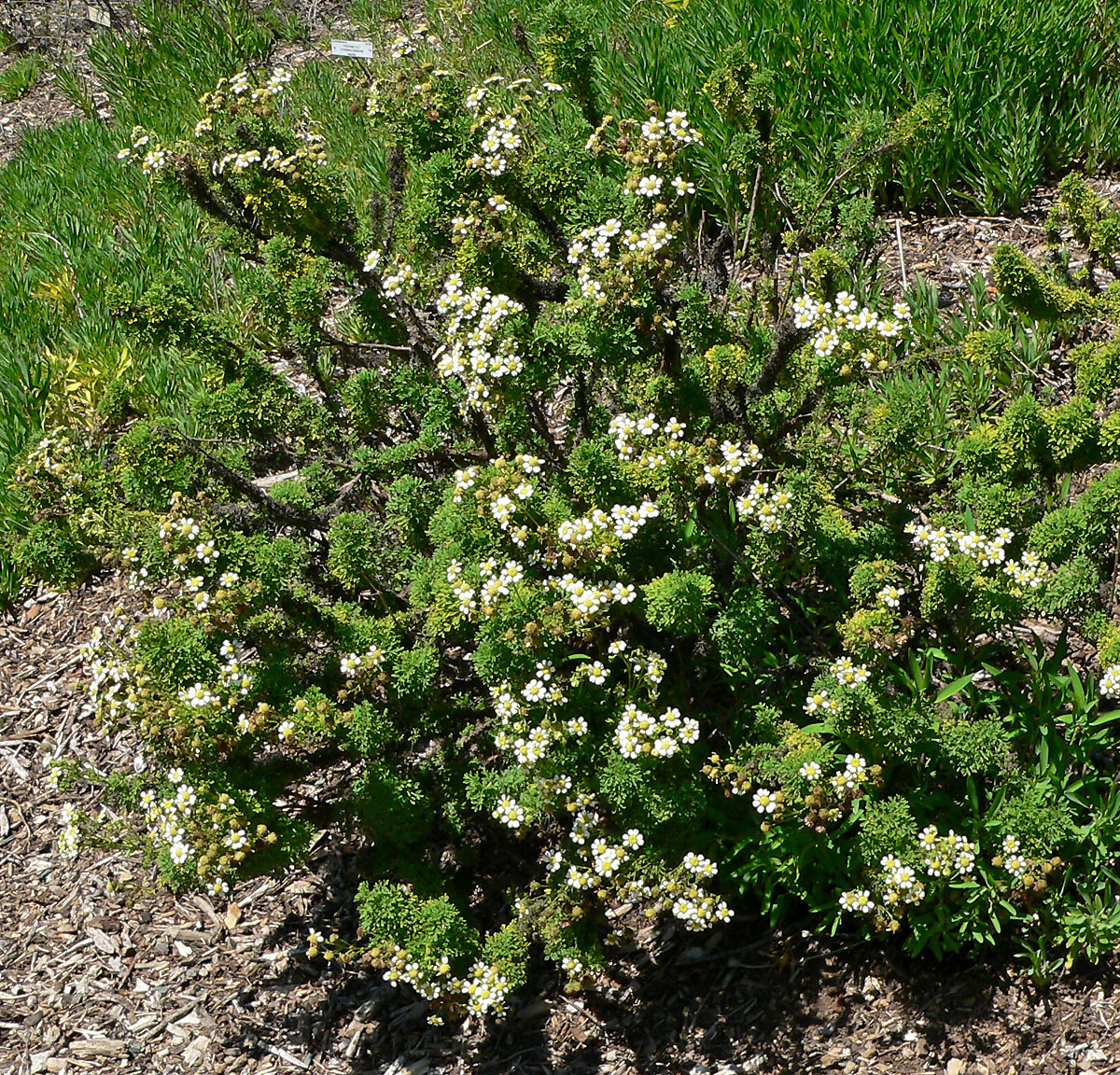
Vista de la planta

## Descripción
Es un subarbusto perennifolio que es un endemismo de Chile donde se encuentra desde el nivel del mar hasta los 600 metros.

## Taxonomía
Bahia ambrosioides fue descrita por Mariano Lagasca y publicado en Genera et species plantarum 30. 1816.
Sinonimia
- Achyropappus maritimus Poepp. ex DC.
- Eriophyllum ambrosiodes (Lag.) Kuntze
- Stylesia ambrosioides (Lag.) Nutt.
- Stylesia puberula Nutt.[3]